# Teodoro de Gadara
Teodoro de Gadara (en griego: Θεόδωρος ὁ Γαδαρεύς) fue un retórico griego del siglo I a. C. de Gadara (actual Um Qais, Jordania) quien fundó una escuela retórica en su ciudad natal, y líder de una secta retórica, los Teodorei (teodoranos). Fue con Apolodoro de Pérgamo uno de los maestros de retórica más eminentes del siglo y maestro de Hermágoras de Temno, que enseñará el arte de la oratoria en Roma.

## Biografía
Fue esclavo, luego liberado, ya famoso, en la isla de Rodas, enseñó al futuro emperador romano Tiberio el arte de la retórica. En el año 33 a. C., su discípulo más ilustre, pronunció una oración fúnebre para su padre natural. Suetonio (c. 69 – después de 122) escribió de Tiberio:

"...incluso durante su infancia, no estaba oculta su naturaleza fría y cruel. Teodoro de Gadara fue su maestro de retórica y, con toda su sabiduría, parece haber sido el primero en haber entendido a Tiberio y haberlo coronado con un dicho muy concienzudo cuando se burló de él, llamándolo 'barro amasado con sangre".

Los estudiantes de Teodoro son comúnmente conocidos como teodoranos, mientras que los estudiantes de Apolodoro son conocidos como los apolodoranos. La oposición entre estas dos escuelas ha sido sobrestimada por los historiadores de los siglos XIX y XX, quienes presentaron a los apolodoranos como los defensores de una concepción rígida de la retórica, a diferencia de los teodoranos que preferían la libertad y la variedad. Las diferencias parecen mínimas y se relacionan con el plan y las partes del discurso, los apolodoranos recomiendan una estructura predefinida, mientras que los teodoranos aceptan cierta flexibilidad. Sin embargo, Teodoro profesaba la utilidad de las reglas retóricas.

## Obras
Además de dos obras de teoría retórica, un Perì theseos, un Perì rhetoros dynameos, escribió declamaciones y obras  de gramática, historia, geografía y filosofía.
Teodoro todavía tenía la costumbre de hablar de 'acusaciones'. Se puede probablemente (la crítica no es unívoca a este respecto) rastrear la sistematización de la teoría de las controversiae figuratae (controversias figuradas), un tipo de declamaciones que se celebraban en el siglo I, como lo atestigua ampliamente Séneca el Viejo, del que se han recibido muchas noticias sobre los discípulos de sus escuelas, lato sensu sobre sus seguidores y sobre los seguidores de sus seguidores.